# Mesoleius bipunctatus
Mesoleius bipunctatus là một loài tò vò trong họ Ichneumonidae.